# Heliotropium pauciflorum
Heliotropium pauciflorum är en strävbladig växtart som beskrevs av Robert Brown. Heliotropium pauciflorum ingår i Heliotropsläktet som ingår i familjen strävbladiga växter. Inga underarter finns listade i Catalogue of Life.